# (6919) Tomonaga
(6919) Tomonaga est un astéroïde de la ceinture principale.

## Description
(6919) Tomonaga est un astéroïde de la ceinture principale. Il fut découvert le 16 avril 1993 à Kitami par Kin Endate et Kazuro Watanabe. Il présente une orbite caractérisée par un demi-grand axe de 2,26 UA, une excentricité de 0,10 et une inclinaison de 5,2° par rapport à l'écliptique.

## Compléments